# Łypnyky (obwód żytomierski)
Łypnyky (ukr. Липники) – wieś na Ukrainie, w obwodzie żytomierskim, w rejonie korosteńskim, w hromadzie Łuhyny. W 2001 liczyła 1643 mieszkańców, spośród których 1616 wskazało jako ojczysty język ukraiński, 25 rosyjski, a 2 białoruski. W 2025 liczyła 1 tys. mieszkańców.